# Peter Hofmann
Pour les articles homonymes, voir Hofmann.
Peter Hofmann (Marienbad, 12 août 1944 – Wunsiedel, 30 novembre 2010) est un ténor allemand qui connut le succès dans les domaines de l'opéra, du rock, de la pop et de la comédie musicale. Il se retrouva au centre de l'attention au Festival de Bayreuth de 1976, où les critiques acclamèrent ce heldentenor pour son interprétation de Siegmund dans La Walkyrie de Wagner. Il fut l'un des principaux ténors wagnériens de la décennie suivante, au cours de laquelle il interpréta des rôles comme ceux de Lohengrin, de Parsifal, de Siegfried et de Tristan dans de grands festivals et maisons d'opéra au pays et à l'étranger.
L'agenda chargé et exigeant de Hofmann et une « technique vocale imparfaite » lui causèrent des ennuis vocaux intermittents qui devinrent plus évidents à la fin des années 1980. Ces ennuis l'amenèrent à abandonner l'opéra en 1989 pour faire carrière à plein temps dans le milieu de la musique populaire. Hofmann avait déjà partagé sa carrière de chanteur d'opéra avec l'interprétation et l'enregistrement de chansons populaires, et les tournées et enregistrements de rock classique qu'il avait faits du milieu à la fin des années 1980 avaient été couronnés de succès. Il continua de chanter des chansons pop et rock jusqu'à sa retraite de la scène pour des raisons de santé en 1999. On avait diagnostiqué en 1994 qu'il avait la maladie de Parkinson.

## Biographie

### Jeunesse et études
Né à Marienbad, dans la Région des Sudètes, Hofmann fut élevé à Darmstadt. Dans sa jeunesse, avant de recevoir une formation en musique classique, il fut chanteur dans un groupe rock. Il servit sept ans dans les forces armées ouest-allemandes, pendant lesquels il commença à étudier le chant en privé. Après avoir été réformé honorablement en touchant une indemnité de départ, il s'inscrivit à l'Université de musique de Karlsruhe, où il reçut une formation de chanteur d'opéra.

### Carrière
Hofmann fit ses débuts professionnels à l'opéra en 1972 dans le rôle de Tamino de La Flûte enchantée de Wolfgang Amadeus Mozart au théâtre de Lübeck (en). Il chanta son premier Siegmund de La Walkyrie de Richard Wagner, rôle auquel il allait être étroitement lié, à l'opéra de Wuppertal en 1974. Hofmann acquit une renommée internationale en interprétant Siegmund dans le Ring du centenaire mis en scène par Patrice Chéreau au Festival de Bayreuth de 1976, où il chantait pour la première fois. Il interpréta aussi à Bayreuth les rôles-titres de Parsifal (en 1976 et en 1978) et de Lohengrin (en 1979 et en 1982), ainsi que ceux de Tristan, dans Tristan et Isolde (en 1986), et de Walther, dans Les Maîtres chanteurs de Nuremberg (en 1988).
Hofmann se produisit aussi, entre autres, à Stuttgart, à Munich, à Paris, à Vienne, à Londres, à Chicago, à San Francisco, à Milan, à Barcelone, à Venise, à Bonn et à Berlin. Il est surtout connu pour avoir chanté les rôles de Heldentenor de Wagner : il interpréta les rôles de Siegmund, de Lohengrin, de Parsifal, de Tristan et de Loge, notamment au Festival de Bayreuth. Il fit ses débuts à New York en interprétant Florestan dans une version de concert de Fidelio de Beethoven au Carnegie Hall. Il chanta 29 fois au Metropolitan Opera de 1980 à 1988 dans les opéras Lohengrin (dans lequel il y fit ses débuts), Parsifal, Les Maîtres chanteurs et La Walkyrie.

### Carrière en musique populaire
Pendant sa carrière à l'opéra, Hofmann interpréta et enregistra aussi des chansons populaires. Il interpréta en concert des chansons d'Elvis Presley et d'autres chansons rock lors d'une tournée en Europe. Il enregistra plusieurs albums pop qui se vendirent bien en Europe, tels Rock Classics (1987) et Love Me Tender: Peter Hofmann Sings Elvis Presley (1992). En 1987, Hallmark sortit Songs for the Holidays, album mettant en vedette Hofmann et son épouse, Deborah Sasson.
À la fin des années 1980, Hofmann abandonna tout à fait l'opéra pour la comédie musicale. De 1990 à 1991, il joua le rôle-titre du Phantom of the Opera dans 300 représentations de la version allemande de cette comédie musicale à Hambourg. Il anima aussi une émission télévisée en Allemagne.

### Vie personnelle et dernières années
Hofmann épousa Deborah Sasson en secondes noces en 1983 et en divorça en 1990. Ses deux divorces lui coûtèrent une fortune, et il passa les dernières années de sa vie dans une pauvreté relative.
Peter Hofmann se retira à Bayreuth et consacra son temps à écrire son autobiographie et à appuyer la recherche grâce au Peter Hofmann Parkinson Forschungsprojekt (projet de recherche Peter Hofmann sur le Parkinson). Après avoir lutté contre la maladie de Parkinson durant plus de dix ans et souffert de démence pendant les deux dernières années, il est mort d'une pneumonie à Wunsiedel, en Bavière, le 29 novembre 2010 à 66 ans.

## Enregistrements
En direct de Bayreuth, Hofmann interprète Siegmund (aux côtés de Jeannine Altmeyer (Sieglinde) et Gwyneth Jones dans le rôle de Brünnhilde) dans La Walkyrie dirigée par Pierre Boulez en 1980 dans la production du Ring de 1976 mise en scène par Patrice Chéreau (Deutsche Grammophon), ainsi que le rôle-titre du Lohengrin de 1982 (aux côtés de Karan Armstrong dans le rôle d'Elsa) dirigé par Woldemar Nelsson (EuroArts) dans la production de Götz Friedrich.
En studio, il enregistra La Flûte enchantée avec Kiri Te Kanawa et Kathleen Battle sous la direction d'Alain Lombard en 1978, enregistrement qui n'a pas été largement distribué ; Fidelio sous la direction de Sir Georg Solti en 1979, Parsifal (avec Dunja Vejzovic (en) dans le rôle de Kundry) sous la baguette de Herbert von Karajan en 1979–1980, Orfeo ed Euridice en 1982 et Le Vaisseau fantôme (avec José van Dam et Vejzovic) sous la direction de Karajan en 1981–1983. On peut aussi entendre Hofmann dans l'enregistrement sur le vif du Tristan et Isolde dirigé par Leonard Bernstein en 1981, aux côtés de Hildegard Behrens.
L'enregistrement sur DVD de l'interprétation en public de Lohengrin dirigé en 1986 par James Levine donne une idée du charme d'Hofmann. Avec ses yeux bleus perçants, sa crinière léonine blonde et sa mâchoire carrée, ce dernier convenait certainement sur le plan physique aux rôles de héros nordique de Wagner.

## Filmographie partielle

### À la télévision
- 1983 : Wagner, série télévisée de Tony Palmer : Ludwig Schnorr von Carolsfeld

## Sources
- (en) John Warrack et Ewan West, The Oxford Dictionary of Opera, 1992, 782 pages,  (ISBN 0-19-869164-5).